# Waldachtal
Waldachtal je samosprávná obec v bádensko-württemberském zemském okrese Freudenstadt.

## Geografie
Waldachtal leží na východním okraji severní části pohoří Schwarzwald, na jeho přechodu do otevřené krajiny Gäuských plošin mezi okresním městem Freudenstadt (11 km) na západě a Horb am Neckar (12 km) na východě. Po jižním okraji obce protéká potok Waldach, po kterém je město pojmenováno, pramenící v místní části Tumlingen jako Schneckenbächle. Waldach pokračuje severním směrem a během svém toku se vyvíjí v nejvýznamnější přítok řeky Nagold.

### Administrativní dělení
Waldachtal tvoří pět místních částí: Cresbach (880 obyvatel), Hörschweiler (707 obyvatel), Lützenhardt (1499 obyvatel), Salzstetten (1841 obyvatel) a Tumlingen (998 obyvatel, všechna data k 30. červnu 2008). K části Cresbach náleží i stejnojmenná vesnice a vsi Weiler Oberwaldach, Unterwaldach a Vesperweiler s mlýnem a osadou Burgweiler Vörbach. Místní části Hörschweiler a Lützenhardt tvoří pouze stejnojmenné vesnice. K Salzstettenu patří kromě vsi Salzstetten také osady a samoty Heiligenbronn, Getreidemühle, Missihof a Sägemühle. K Tumlingenu patří také domy Lützenhardter Mühle.

## Historie
V rámci komunální reformy se doposud samostatné obce Cresbach, Hörschweiler, Lützenhardt, Salzstetten a Tumlingen k 1. červenci 1974 sloučily v nově vzniklé samosprávné obci (Gemeinde) Waldachtal. Zatímco Salzstetten patřil do roku 1973 ještě k Zemskému okresu Horb, zbývající obce byly už součástí zemského okresu Freudenstadt.

## Znak
Na zeleném štítě je stříbrné zvlněné břevno pokosem, figurami jsou zlatá šesticípá hvězda a pět zlatých lipových listů na stonku.

### Znaky místních částí

Cresbach
Hörschweiler
Lützenhardt
Salzstetten
Tumlingen

## Hospodářství a infrastruktura

### Hospodářství
Sídlí zde centrála firmy fischerwerke, výrobce autopříslušenství, upevňovací techniky a hraček (fischertechnik, fischertip). S asi 1900 zaměstnanci je zdejší provoz jedním z největších zaměstnavatelů v zemském okrese Freudenstadt.
V Salzstettenu sídlí továrna FRANK plastic AG, producent vstřikovaných a extrudovaných výrobků, zaměstnávající asi 250 lidí.

### Turismus
Waldachtal je jedním z nejaktivnějších obcí Přírodního parku Schwarzwald Mitte/Nord. Ve státem uznaných lázních Waldachtal-Lützenhardt je kromě koncesovaných sanatorií také mnoho hotelů a penzionů.

## Pamětihodnosti
- V místní části Salzstetten se nachází kulturní památka Salzstetter Schlössle.
- Na severním okraji Salzstettenu u koňské farmy se nachází keltské mohylové pohřebiště (Keltengräber Salzstetten) z období 800 př. n. l. až 450 n. l.
- V Cresbachu se nachází pozůstatky hradu Rüdenberg a vesnice Uniweyler.[3]
- Ve Waldachtalu-Vesperweileru stojí pila (Mönchhof-Sägemühle), poprvé písemně zmiňovaná v roce 1435
- Poutní kostel Waldachtal-Heiligenbronn, postavený v roce 1747
- Biblischer Rundwanderweg Waldachtal je 900 metrů dlouhá „biblická okružní cesta“, sestává z 90 zastavení, která poskytují biblické příběhy. Kromě toho získá návštěvník i informace o více než 100 „biblických rostlinách“.[4][5]
- V lázeňském parku se nachází bronzová socha kartáčníka (Der Bürstenmacher), připomínající, že kartáčnictví zajišťovalo obživu místních lidí po celé generace

### Rodáci
- Artur Fischer (1919–2016) – vynálezce (hmoždinka, synchronizovaný blesk, fischertechnik) a zakladatel firmy fischerwerke. Čestný občan.
- Engelbert Wittich (1878–1937) – spisovatel a folklorista
- Theodor Schüz (1830–1900) – přední malíř venkovského života ve Švábsku